# Арсеній (Балабан)
Арсеній Балабан (у світі Марко Балабан) — український галицький церковний діяч. Єпископ Галицький, Львівський і Кам'янець-Подільський. Гербу Корчак.
1548 року король Сиґізмунд Авґуст призначив його Єпископом Львівським і Кам'янець-Подільським.
Арсеній хотів присвоїти собі духовну владу й урядування маєтком Монастиря святого Онуфрія. Спробував це зробити силою. Успенське братство, яке утримувало монастир, поскаржилось на такі дії королю. Сиґізмунд Авґуст своїм декретом від 11 травня 1551 року заборонив єпископу вдиратися до цього чи Унівського монастиря, або ж присвоювати собі владу над ними. Проте, суперечки з братством щодо Монастиря святого Онуфрія продовжувались. Зрештою сторони дійшли згоди і 29 квітня 1557 року в Львівському земському суді єпископ відмовився від своїх претензій на монастир.
У 1566 році після свого прохання отримав від короля експектативу на свою посаду для сина Григорія — у майбутньому єпископа Гедеона.
Діти:
- Гедеон — спочатку — «головний промотор»,[2] пізніше — палкий противник унії з Римсько-католицькою церквою та оборонець Православної церкви від унії з РКЦ;
- Адам — православний шляхтич[3]